# Cădaciu Mare
Cădaciu Mare (węg. Nagykadács) – wieś w Rumunii, w okręgu Harghita, w gminie Șimonești. W 2011 roku liczyła 151 mieszkańców.